# Mestaruussarja 1943/44
Die Mestaruussarja 1943/44 war die 14. Spielzeit der finnische Fußballmeisterschaft seit deren Einführung im Jahre 1930. Sie wurde unter acht Mannschaften vom 25. Juli 1943 bis 20. Juni 1944 ausgespielt.
Es wurde nur eine Hinrunde gespielt. Nach 7 Spieltagen hatten drei Vereine neun Punkte, so dass ein Entscheidungsspiel ausgetragen wurde, an dem die beiden bestplatzierten Teams teilnahmen. Zunächst hatten auch zwei Vereine aus dem Arbeiterverband TUL teilgenommen: MKV Turku und Tampereen Pallo-Veikot zogen jedoch zum Saisonende zurück und die Tabelle wurde ohne die Ergebnisse der anderen Vereine mit den TUL-Klubs neu berechnet.
Meister wurde Vaasa IFK, das das Entscheidungsspiel gegen Turku PS mit 5:1 deutlich gewann.

## Teilnehmende Mannschaften
| Langname             | Kürzel | Ort      |
| -------------------- | ------ | -------- |
| Helsingfors IFK      | HIFK   | Helsinki |
| HJK Helsinki         | HJK    | Helsinki |
| Kuopion Pallotoverit | KPT    | Kuopio   |
| Kronohagens IF       | KIF    | Helsinki |
| Viipurin Sudet       | Sudet  | Helsinki |
| Turku PS             | TPS    | Turku    |
| Vaasan PS            | VPS    | Vaasa    |
| Vaasa IFK            | VIFK   | Vaasa    |

## Abschlusstabelle
| Pl. | Verein                   | Sp. | S | U | N | Tore    | Diff. | Punkte |
| --- | ------------------------ | --- | - | - | - | ------- | ----- | ------ |
| 1.  | Vaasa IFK (N)            | 7   | 4 | 1 | 2 | 017:140 | +3    | 09:50  |
| 2.  | Turku PS                 | 7   | 4 | 1 | 2 | 027:120 | +15   | 09:50  |
| 3.  | Viipurin Sudet           | 7   | 4 | 1 | 2 | 012:110 | +1    | 09:50  |
| 4.  | Kronohagens IF           | 7   | 3 | 2 | 2 | 015:120 | +3    | 08:60  |
| 5.  | Helsingfors IFK          | 7   | 2 | 3 | 2 | 013:130 | ±0    | 07:70  |
| 6.  | Vaasan PS                | 7   | 3 | 1 | 3 | 015:220 | −7    | 07:70  |
| 7.  | HJK Helsinki             | 7   | 1 | 2 | 4 | 020:220 | −2    | 04:10  |
| 8.  | Kuopion Pallotoverit (N) | 7   | 1 | 1 | 5 | 009:220 | −13   | 03:11  |

| (N) | Aufsteiger |

```
 Abschneiden der TUL-Vereine:
 
MKV Turku
                   8 Spiele  3 Siege  2 Unentschieden  3 Niederlagen  19:19 Tore  8:8 Pkt.
 
Tampereen Pallo-Veikot
      8 Spiele  2 Siege  1 Unentschieden  5 Niederlagen  12:28 Tore  5:11 Pkt.
```

## Kreuztabelle
| 1943/44 | 1943/44              | VIF | TPS | SUD | KIF | HIF | VPS  | HJK | KPT |
| 1.      | Vaasa IFK            |     | –   | –   | 2:0 | –   | –    | 2:6 | –   |
| 2.      | Turku PS             | 3:1 |     | –   | –   | 2:2 | 12:1 | –   | –   |
| 3.      | Viipurin Sudet       | 2:5 | 2:0 |     | 2:1 | 2:0 | –    | –   | –   |
| 4.      | Kronohagens IF       | –   | 3:1 | –   |     | –   | –    | –   | 4:1 |
| 5.      | Helsingfors IFK      | 1:1 | –   | –   | 3:3 |     | –    | –   | 1:2 |
| 6.      | Vaasan PS            | 1:4 | –   | 3:1 | 1:1 | 1:2 |      | –   | 4:0 |
| 7.      | HJK Helsinki         | –   | 3:4 | 1:1 | 2:3 | 2:4 | 2:4  |     | –   |
| 8.      | Kuopion Pallotoverit | 1:2 | 0:5 | 1:2 | –   | –   | –    | 4:4 |     |

## Meisterfinale
| Datum      |           | Ergebnis |          |
| ---------- | --------- | -------- | -------- |
| 20.06.1945 | Vaasa IFK | 5:1      | Turku PS |

## Torschützenkönig
Urho Teräs (Turku PS) und Leo Turunen (Viipurin Sudet) teilten sich den Platz des Torschützenkönigs mit je neun Treffern.